# Sanja Ilić
Aleksandar "Sanja" Ilić (Belgrado, 27 de marzo de 1951-Ibidem, 7 de marzo de 2021) fue un compositor y teclista serbio. Fundó el grupo Balkanika en 1998, y con ellos representó a Serbia en el Festival de la Canción de Eurovisión 2018 en Lisboa, Portugal, con la canción "Nova deca". Anteriormente fue teclista de la banda yugoslava San de 1971 a 1975.

## Vida y carrera
Ilić nació el 27 de marzo de 1951 en Belgrado. Su padre era compositor, mientras que su hermano Dragan es músico y miembro de la banda Generacija 5. Ilić estuvo casado con la actriz y modelo serbia Zlata Petković hasta su muerte en 2012. Tuvieron un hijo juntos que nació en 1984.
Ilić comenzó su carrera musical a los 12 años, cuando compuso una canción para el cantante serbio Dragan Laković. A los 16 años, compuso la canción "Baj baj baj", que luego fue interpretada por Bisera Veletanlić en Jugovizija 1976, quedando en tercer lugar. Se graduó de la Facultad de Arquitectura de la Universidad de Belgrado. Ilić continuó su carrera musical en la década de 1970, actuando en varias bandas como Vragolani y San. Más tarde compuso la música para el himno del equipo de fútbol Red Star Belgrade. En 1982, compuso la canción "Halo, Halo" que representó a Yugoslavia en el Festival de la Canción de Eurovisión 1982, interpretada por Aska. Más tarde compuso la canción "Princeza", que intentó representar a Yugoslavia en el Festival de Eurovisión de 1984.
En 1998, Ilić fundó el conjunto de música Balkanika, y realizaron su primer concierto juntos en 2000. Con Balkanika, representó a Serbia en el Festival de la Canción de Eurovisión 2018 en Lisboa, Portugal, con la canción "Nova deca".
Ilić murió el 7 de marzo de 2021 en Belgrado, veinte días antes de cumplir setenta años, debido a complicaciones causadas por COVID-19 durante la pandemia de COVID-19 en Serbia.